# Juliusz Rómmel

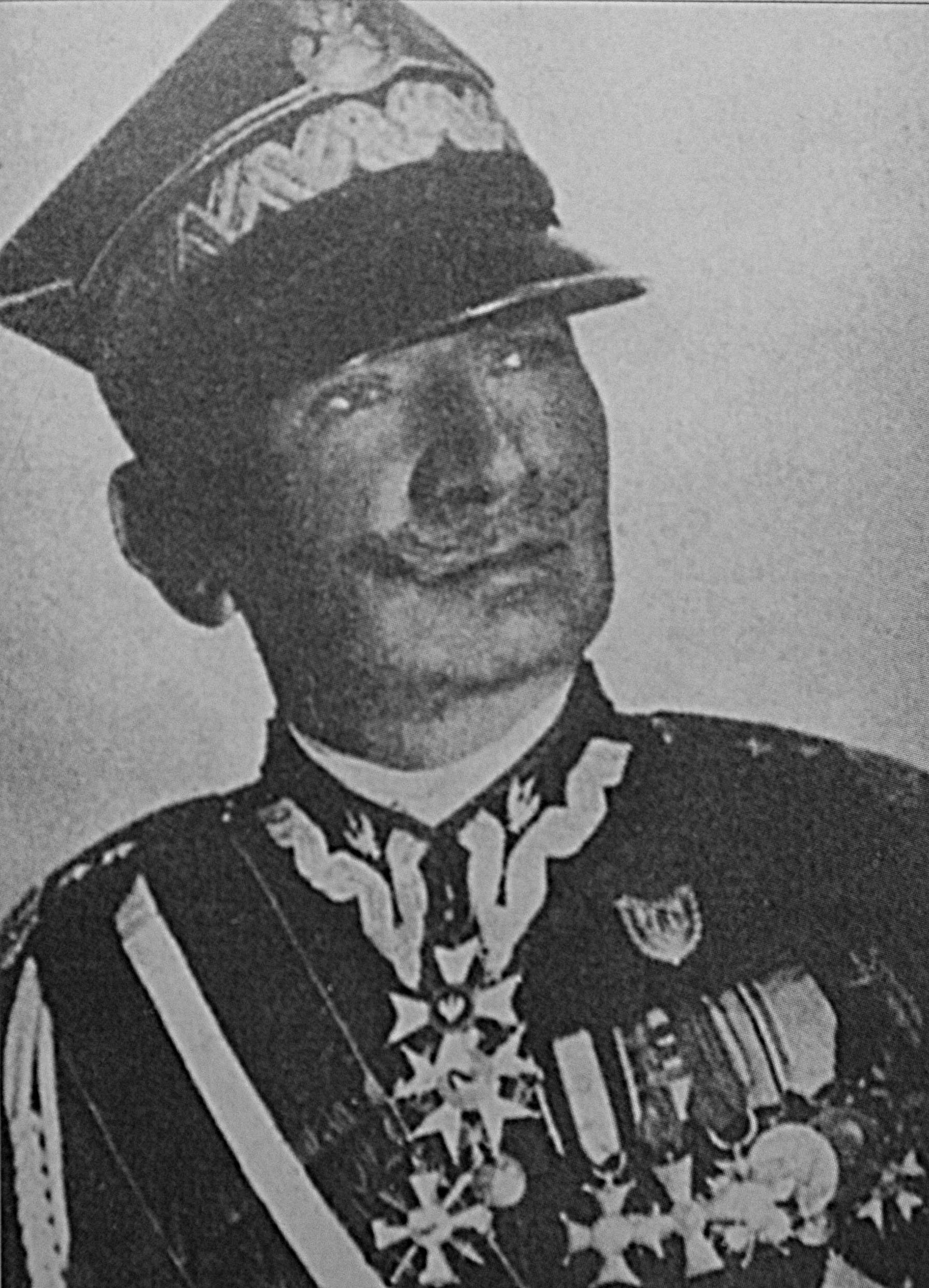
Juliusz Rómmel

Juliusz Rómmel (geboren als Julius Karl Wilhelm Josef Freiherr von Rummel; 1918 änderte er seinen Nachnamen zu Rómmel * 3. Juni 1881 in Grodno; † 8. September 1967 in Warschau) war ein polnischer General und Befehlshaber der Armia Łódź und später der Armia Warszawa beim Überfall auf Polen. Er war deutsch-baltischer Herkunft.

## Leben
Er war ab 1903 Berufsoffizier in der russischen Armee. Im September 1917 war er an der Aufstellung polnischer Truppen in der Ukraine beteiligt und führte im Frühjahr 1918 das 3. ukrainische Korps in Kiew. Am 3. November 1918 ging er nach Warschau und schloss sich der neuen polnischen Armee an. Zunächst Kommandeur des Artillerie-Regiments Nr. 8, führte er zu Beginn des Polnisch-Sowjetischen Krieges die 1. Artilleriebrigade und wurde zum Oberst befördert. Er wurde 1920 mit der Führung der polnischen Kavalleriedivision beauftragt und schlug zusammen mit der polnischen 13. Division (General Stanislaw Haller) in der Reiterschlacht bei Komarów (29. und 30. August 1920) die sowjetische Reiterarmee von Semjon Budjonny trotz ihrer zwölffachen Überlegenheit. Von 1921 bis 1924 war er Inspekteur der Kavallerie der 1. Armee in Wilna. Zwischen 1926 und 1929 war er General für besondere Verwendung beim Oberkommando, dann bis 1939 Inspekteur der polnischen Armee.
Seine Rolle zu Beginn des Zweiten Weltkrieges war Gegenstand von Kontroversen. Beim deutschen Überfall auf Polen war er zunächst Oberbefehlshaber der Armia Lodz an der Warthe. In der zweiten Septemberhälfte hatte er mit General Kutrzeba die Verteidigung von Warschau inne und hielt die südliche Front gegenüber der deutschen 8. Armee unter General Blaskowitz. Vor der Kapitulation Warschaus gab er den Befehl, die vordringenden sowjetischen Einheiten nicht als Feind anzusehen. Nach der von ihm unterschriebenen Kapitulation von Warschau ging er in deutsche Kriegsgefangenschaft.
Nach dem Krieg kehrte er zurück nach Polen und trat der polnischen Volksarmee bei. Für seine Verdienste im Krieg wurde er mit mehreren Orden ausgezeichnet.